# Éditions Kargo
Ne doit pas être confondu avec Kargo.
Les Éditions Kargo, maison d'édition indépendante basée à Paris, furent créées par Alexandre Laumonier en 2000, dans la foulée de la revue Nomad's land, dont le premier numéro a paru en 1997. Plus d'une cinquantaine d'auteurs furent publiés depuis cette date ; beaucoup d'entre eux, principalement anglo-saxons, eurent ainsi l'occasion d'être édités en français pour la première fois.
De la polyphonie de la Renaissance aux musiques électroniques contemporaines, du théâtre élisabéthain à la chirurgie actuelle, plusieurs lignes éditoriales furent esquissées. Nomad's land et les premiers ouvrages s'intéressèrent aux cultures et aux musiques populaires du vingtième siècle, à leurs styles, leurs histoires respectives et aux diverses techniques mises en œuvre (David Toop, Ulf Poschardt, S.H. Fernando Jr., Julian Cope, etc.). La publication d'ouvrages de sociologie et d'histoire culturelle (Paul Gilroy, Jean-Paul Levet) eut ensuite comme objectif une exploration plus profonde des processus sociaux et politiques à l'œuvre dans les faits culturels (corps et politique chez William T. Lhamon ou Mark Franko). Parallèlement, Kargo s'intéressa au théâtre élisabéthain (Thomas Middleton), à l'esthétique de la Renaissance (Paul Van Nevel), celle du noir (Arnaud Maillet) ou du corps (Max Aguilera-Hellweg)…
En 2007, Kargo reprend ses publications après une année sabbatique, publiera deux ouvrages au sein des Éditions Amsterdam, larguera depuis d'autres ports ses ouvrages suivants avant de se saborder en mai 2008, d'après l'annonce faite par les éditions début novembre 2007.

## Nomad's land
Cette revue fut créée en 1997 par Alexandre Laumonier et Jean-Philippe Henquel. Quatre numéros ont paru entre 1997 et 1999. L'objectif initial était de publier des textes sur les musiques populaires contemporaines, du blues au hip-hop en passant par le jazz, le hip-hop, les délires afro-futuristes, la solitude de Moondog (textes du musicien Brian Eno, de l'écrivain David Toop, d'Achim Szepanski – directeur du label Mille Plateaux –, Gavin Bryars, Julian Cope, etc.). Puis la revue s'est diversifiée, avec la publication de textes sur cultures populaires, les études post-coloniales, la philosophie, l'art…
Ont paru également aussi dans cette revue des textes inédits de James Graham Ballard, Gilles Deleuze (le seul cours jamais édité de Deleuze, sur la musique), Greil Marcus, DJ Spooky, Kodwo Eshun, Paul Gilroy, Robert Palmer, Nelson George, Pierre Henry, Greg Tate, Maurice G. Dantec, ainsi que les œuvres du photographe Ira Cohen ou celles du peintre Mati Klarwein (peintre et illustrateur de pochettes de disque pour Miles Davis notamment).
Les sommaires de Nomad's land se trouvent désormais sur le site de Kargo

## Éditions Kargo
Dans la foulée de Nomad's land, les éditions Kargo s'intéressèrent d'abord aux musiques populaires, en publiant en intégralité les ouvrages autrefois traduits en extraits dans Nomad's land. Puis les domaines d'intérêts se diversifièrent (anthropologie, études post-coloniales, esthétique, photographie, etc.). Au-delà de ce travail éditorial, les Éditions Kargo portèrent un soin tout particulier à la présentation graphique de leurs ouvrages. Afin de bénéficier du réseau de diffusion du distributeur Harmonia Mundi, Kargo s'affilia dès ses débuts avec les Éditions de l'Éclat. Le financement des Éditions Kargo n'a été possible que grâce aux réalisations du studio graphique Le Théâtre des Opérations, autre activité des dirigeants de la maison d'édition.
Le catalogue de Kargo :
- KG05. Stanley Booth. Dance With the Devil. 2000.
- KG06. S.H. Fernando Jr. The New Beats. 2000.
- KG07. David Toop. Ocean of Sound. 2001.
- KG08. Ulf Poschardt. DJ Culture. 2002. (Épuisé)
- KG09. Jean-Paul Levet. Talkin' That Talk. 2003. (Épuisé)
- KG10. Paul Gilroy L'Atlantique noir. 2003.
- KG11. Thomas Middleton & William Rowley. The Changeling. 2003.
- KG12. Rodolphe Töpffer. Essai de physiognomonie. 2004.
- KG13. William T. Lhamon Jr. Raising Cain. 2004.
- KG14. Thomas Middleton. Women beware Women. 2004.
- KG15. Paul Van Nevel. Nicolas Gombert et l'aventure de la polyphonie franco-flamande. 2004.
- KG16. Julian Cope. Krautrocksampler. 2005. (Épuisé)
- KG17. William Pietz. Le Fétiche. 2005.
- KG18. Mark Franko. La danse comme texte. 2005.
- KG19. Arnaud Maillet. Le miroir noir. 2005.
- KG20. Max Aguilera-Hellweg. Le cœur sacré. Un atlas photographique du corps humain. 2006.
- KG21. Philippe-Alain Michaud. Sketches. 2006.
- KG22. Catalogue 2006. 2006.
- KG23. Jean Claude Lebensztejn. Transaction. À paraître le 16 novembre 2007.
- KG24. Arnaud Maillet. Prothèses lunatiques. À paraître le 16 novembre 2007.
- KG25. Sergueï Eisenstein. Cinématisme. Juin 2008.
- KG26. Sergueï Eisenstein. Glass House. Juin 2008.
- KG27. Chris Marker. La Jetée. Mai 2008.
- KG28. Julian Cope. Krautrocksampler. Juin 2008.
- KG29. William T. Lhamon Jr. Peaux blanches, masques noirs. Mai 2008.

## Diffusion via Google Livres
Depuis 2007, tous les ouvrages publiés par les éditions Kargo sont consultables en intégralité et gratuitement sur le site de Google Recherche de livres ou à partir du site des Éditions Kargo.
Les Éditions Kargo furent parmi les tout  premiers éditeurs à signer avec le programme Google Livres, qui permet aux éditeurs qui le souhaitent de rendre disponible la consultation et l'indexation de leurs ouvrages sur le site de Google. En 2006, un "Rebond" des Éditions Kargo paru dans Libération (journal), en faveur du programme Google Livres, suscita la polémique (malgré une mise au point) et le passage à l'émission Les Matins de France Culture de son directeur valut à la maison d'édition quelques menaces de boycott de la part de libraires n'ayant pas vraiment compris à l'époque l'intérêt de la démarche de Google. La position de Kargo fut également vivement critiquée par la Bibliothèque nationale de France.

## L'avenir et le sabordage
L'affiliation des Éditions Kargo avec les Éditions Amsterdam sera de courte durée, et Kargo décide de mettre fin à ses activités en mai 2008 à l'issue de quelques nouvelles publications. Selon les explications de son dirigeant, le fait de n'avoir pas réussi à trouver un port d'attache pérenne, mais aussi et surtout l'écart grandissant entre certains publics et l'édition de sciences humaines semble être rédhibitoire quant à l'existence même de Kargo.
Depuis 2008, Alexandre Laumonier dirige la collection Fabula aux éditions Les presses du réel et la collection Terra cognita aux éditions de l'Éclat.
Un autre projet éditorial, Zones sensibles, annoncé depuis longtemps, a vu le jour en 2011 : www.zones-sensibles.org.